# Brilliance H230

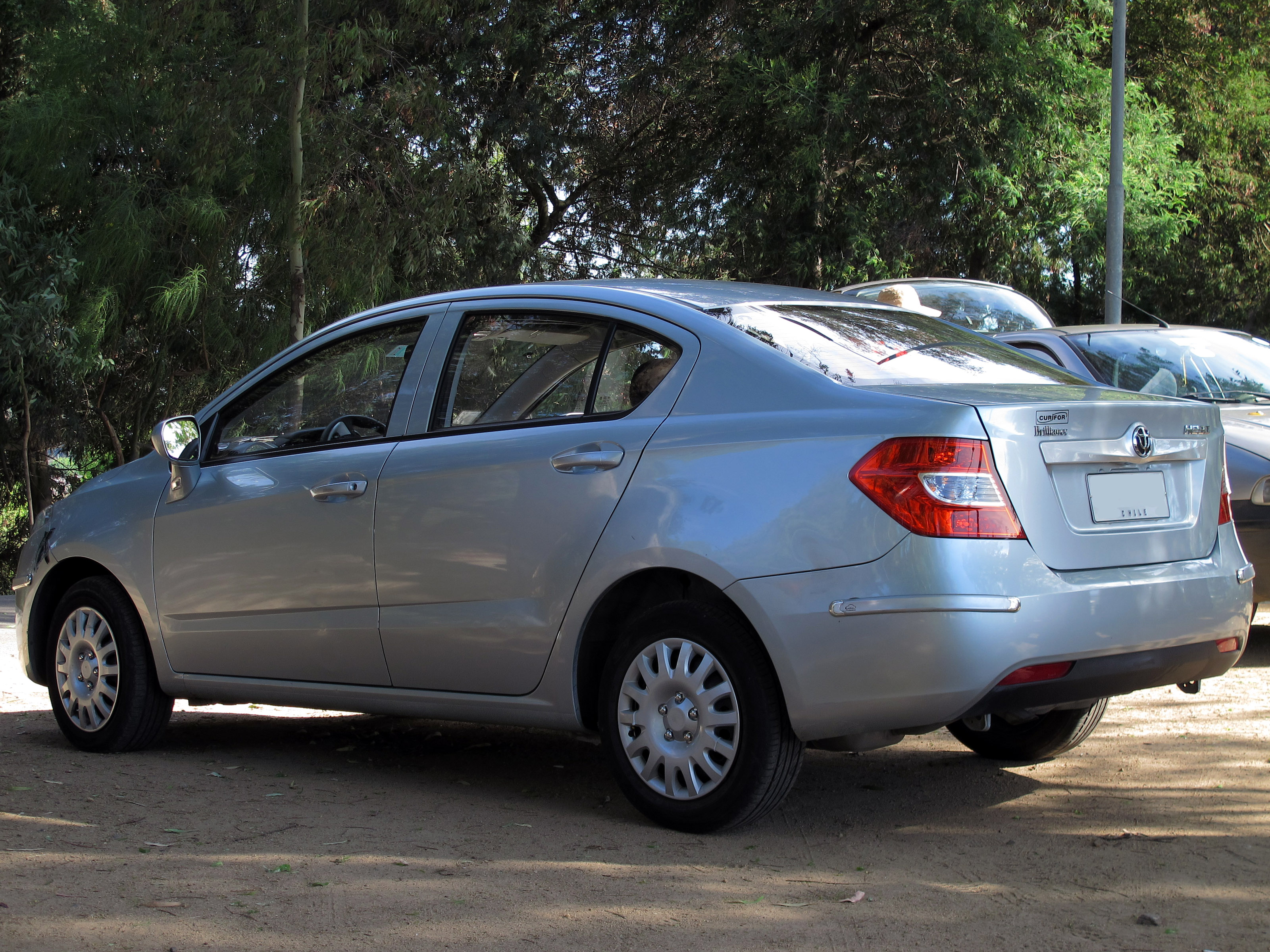
Heckansicht

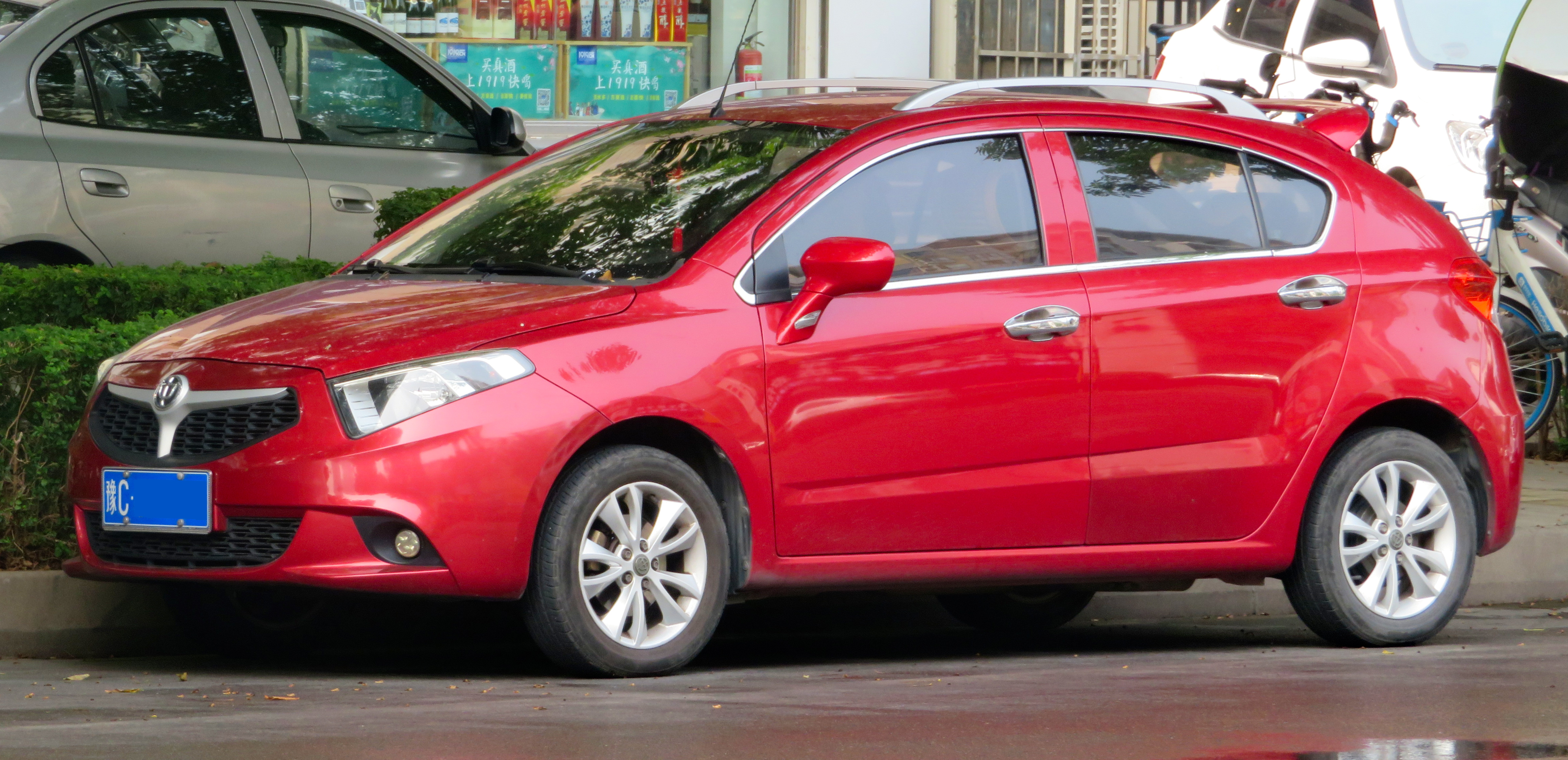
Brilliance H220 (2013–2018)

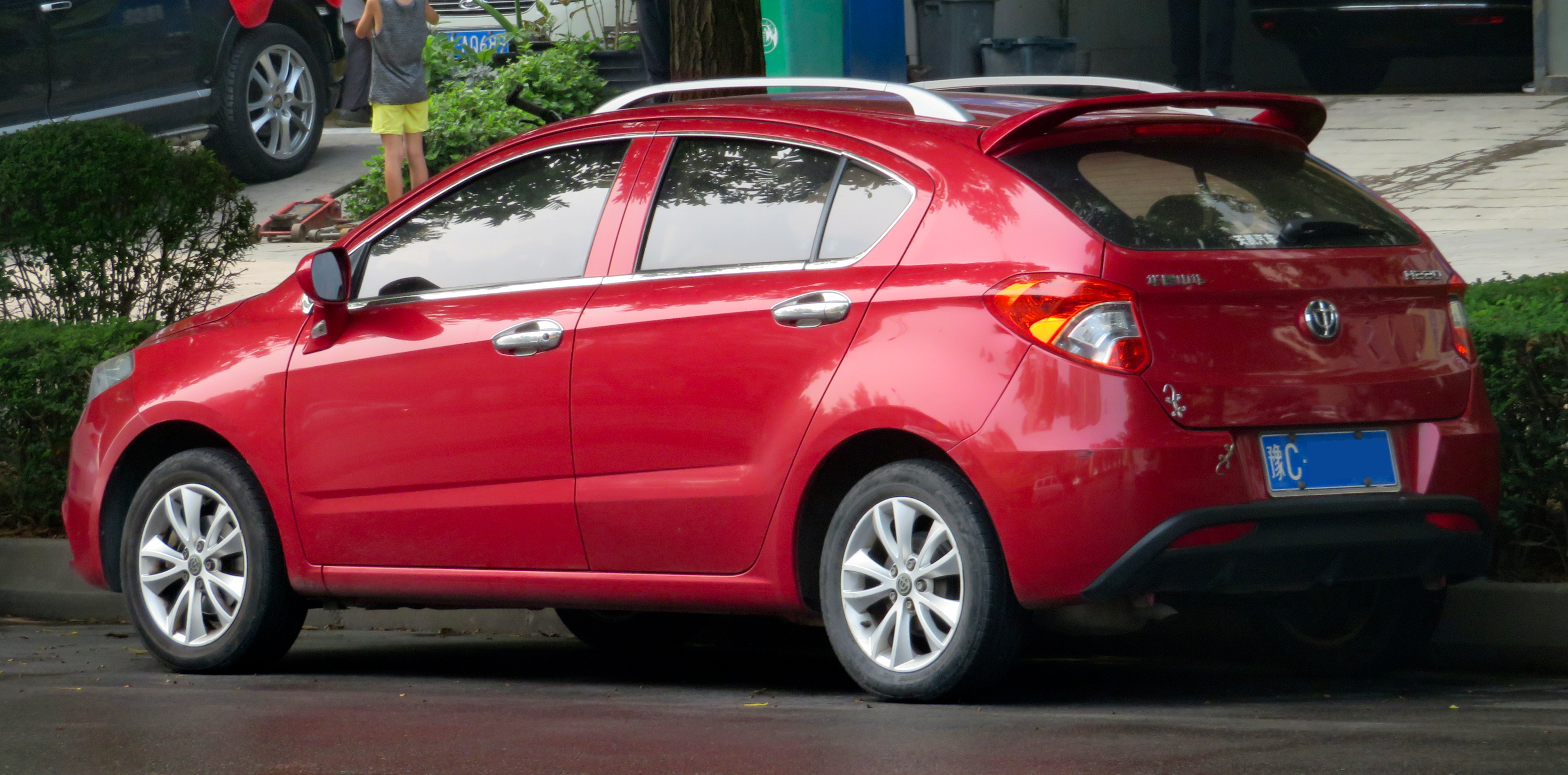
Heckansicht

Der Brilliance H230 ist ein zwischen 2012 und 2020 gebautes Fahrzeug der Kompaktklasse der chinesischen Automarke Brilliance.

## Geschichte
Die Stufenheck-Version debütierte auf der Beijing Auto Show im April 2012 und kam am 31. August 2012 auf den Markt. Das Schrägheck-Modell mit der Bezeichnung H220 kam im November 2013 in den Handel. Auf dem deutschen Markt wurde das Fahrzeug im Gegensatz zum russischen bzw. südamerikanischen Markt nicht angeboten.
Ab Februar 2017 war der H230 auch mit Elektromotor erhältlich.

## Technische Daten
Den Antrieb übernimmt ein 77 kW (105 PS) starker 1,5-Liter-Ottomotor. Statt mit einem 5-Gang-Schaltgetriebe kann das Fahrzeug auch mit einem 6-Gang-Automatikgetriebe kombiniert werden.
Der Elektromotor im H230EV hat 65 kW (88 PS).
|                                             | H230 Limousine             | H220 Hatchback             | H230EV           |
| ------------------------------------------- | -------------------------- | -------------------------- | ---------------- |
| Bauzeitraum                                 | 08/2012–07/2018            | 11/2013–07/2018            | 02/2017–02/2020  |
| Motorkenndaten                              |                            |                            |                  |
| Motorart                                    | Ottomotor                  | Ottomotor                  | Elektromotor     |
| Motorbauart                                 | R4                         | R4                         | —                |
| Hubraum                                     | 1498 cm³                   | 1498 cm³                   | —                |
| max. Leistung bei min−1                     | 77 kW (105 PS) / 5800      | 77 kW (105 PS) / 5800      | 65 kW (88 PS)    |
| max. Drehmoment bei min−1                   | 143 Nm / 3800–4200         | 143 Nm / 3800–4200         | 180 Nm           |
| Kraftübertragung                            |                            |                            |                  |
| Antrieb                                     | Vorderradantrieb           | Vorderradantrieb           | Vorderradantrieb |
| Getriebe, serienmäßig                       | 5-Gang-Schaltgetriebe      | 5-Gang-Schaltgetriebe      |                  |
| Getriebe, optional                          | (6-Gang-Automatikgetriebe) | (6-Gang-Automatikgetriebe) | —                |
| Messwerte                                   |                            |                            |                  |
| Höchstgeschwindigkeit                       | 175 km/h                   | 170 km/h                   | 135 km/h         |
| Beschleunigung, 0–100 km/h                  | 12,6 s (14,5 s)            | 12,3 s                     | 11,6 s           |
| Kraftstoffverbrauch auf 100 km (kombiniert) | 7,0 l Super (7,2 l Super)  | 7,0 l Super (7,2 l Super)  | —                |
| Leergewicht                                 | 1207 kg (1214 kg)          | 1207 kg (1214 kg)          | 1340 kg          |
| Tankinhalt                                  | 42 l                       | 42 l                       | —                |